# Taba

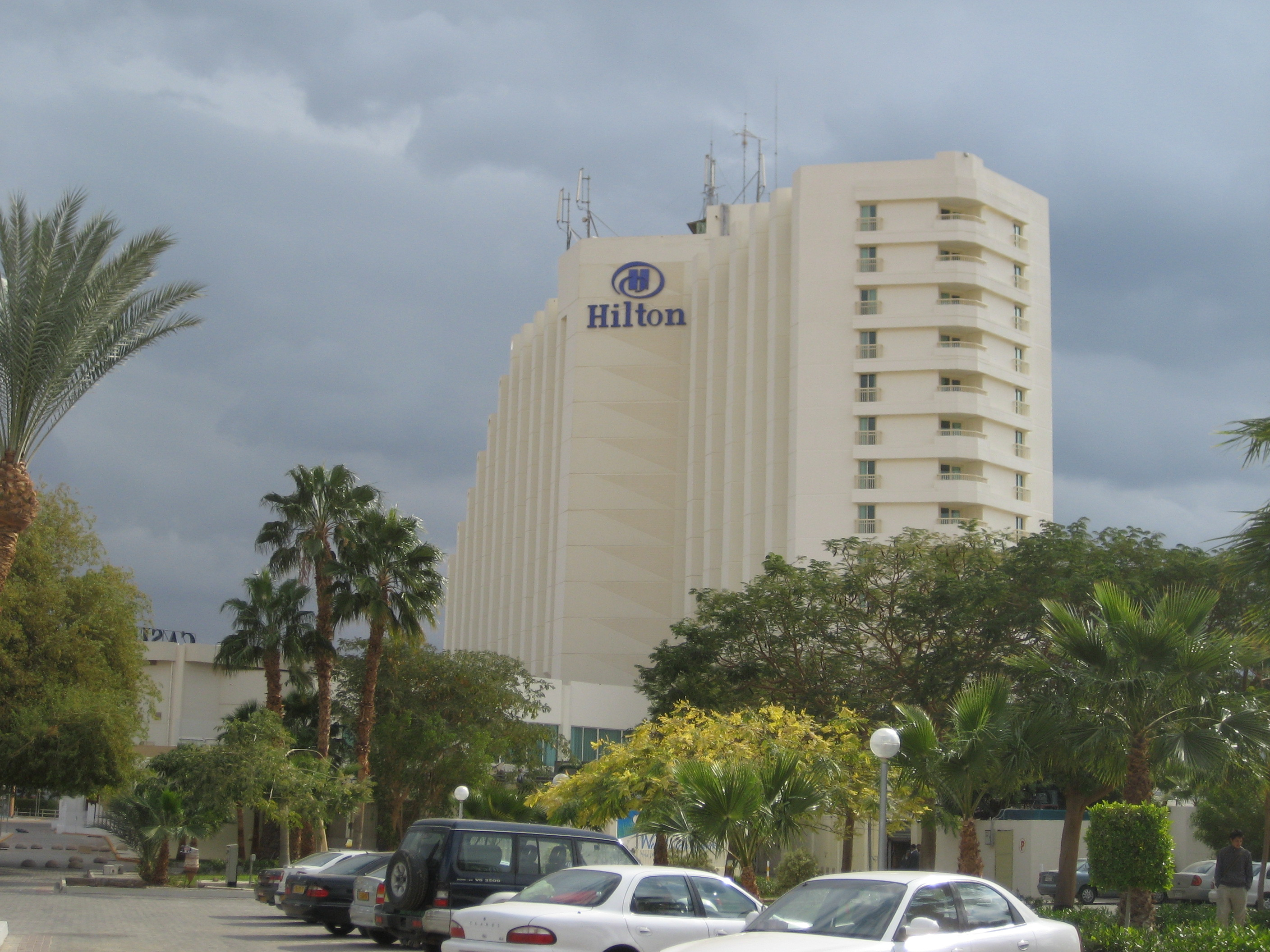
Hotel Taba Hilton

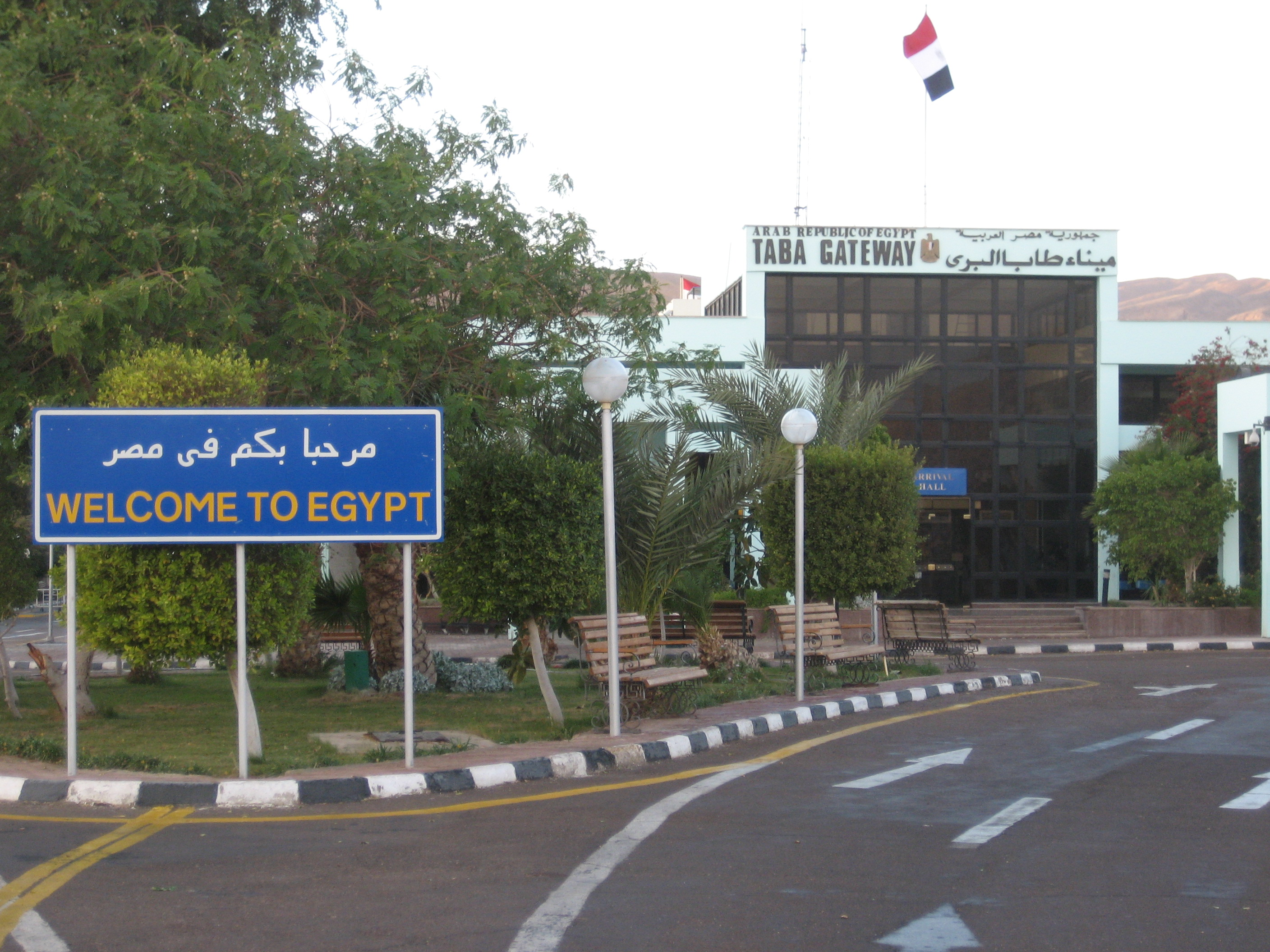
Przejście graniczne Taba-Ejlat

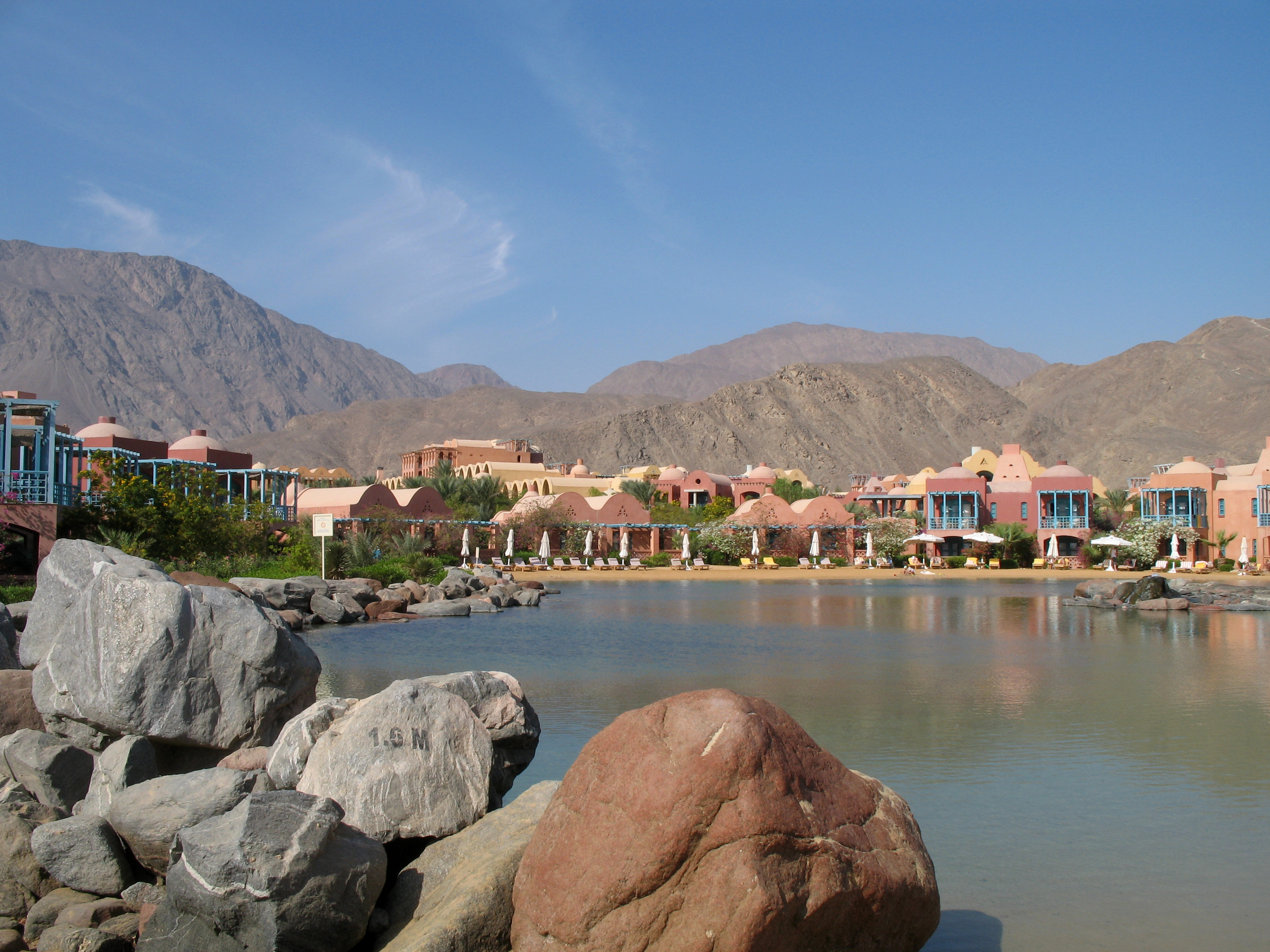
Część Taba Heights

Taba (arab. طابا, heb. טאבה) – miejscowość turystyczna – beduińska – w Egipcie, w północnej części czerwonomorskiej Zatoki Akaba (Riwiera Morza Czerwonego), ok. 8 km od Ejlatu w Izraelu, 15 km od Akaby w Jordanii i 230 km na północny wschód od Szarm el-Szejk. Administracyjnie należy do muhafazy Synaj Południowy. W 2006 roku populacja miejscowości z przyległymi osadami beduińskimi wynosiła ok. 4680 osób. Ze względu na swoje położenie nazywana jest często „Bramą na Synaj”.

## Opis miejscowości
W Tabie działa przejście graniczne z Izraelem (przejście graniczne Taba-Ejlat), przez które przechodzi najwięcej ludzi podróżujących pomiędzy oboma krajami. W przystani morskiej znajduje się również turystyczne przejście graniczne dla turystów udających się katamaranem do jordańskiej Akaby. Jest również pętla autobusowa oraz zajezdnia i luksusowy hotel Taba Hilton z kasynem, kompleks wybudowany został przez Izrael, a należał do Rafi Nelsona jako Nelson’s Village Rafi, który był centrum życia cyganerii artystycznej od końca lat 60. do lat 80. XX w.
W Tabie przeważnie są obsługiwani turyści z Izraela przed dalszą podróżą w głąb Egiptu. Miejscowość jest przede wszystkim jednym z ulubionych weekendowych miejsc wypoczynkowych obywateli Izraela, zarówno jako miejsce spokojnego urlopu na plaży, jak i do nurkowania. W Tabie istnieje ok. 20 centrów nurkowych.
Taba to centrum turystyczne wysunięte najbardziej na wschód Egiptu z około 10 hotelami-resortami nad brzegiem morza. Kilkanaście km na południowy zachód od Taby znajduje się kurort Taba Heigths. W Tabie znajduje się 8,3% wszystkich miejsc noclegowych w muhafazie.

## Historia
Taba była po stronie egipskiej zarówno po podpisaniu porozumienia rozejmowego pomiędzy walczącymi stronami w 1949 r., jak i po wycofaniu się Izraela z półwyspu Synaj w 1957 r. po kampanii sueskiej.
Kiedy Izrael ponownie zajął półwysep Synaj, w Tabie wybudowano 400-pokojowy hotel. Podczas wspólnych negocjacji pomiędzy Egiptem i Izraelem co do dokładnego przebiegu granicy strona izraelska argumentowała, że Taba była częścią Imperium Osmańskiego, na granicy z kolonizowanym wówczas przez Brytyjczyków Egiptem. W mniemaniu Izraelczyków przyznanie wioski Egiptowi w poprzednich dwóch porozumieniach pokojowych było błędem.
Traktat pokojowy z 1979 r. nie rozwiązał kwestii przynależności Taby do jednego lub drugiego państwa. Po długiej walce dyplomatycznej problem został powierzony komisji międzynarodowej składającej się z jednego Izraelczyka, jednego Egipcjanina i trzech osób spoza tych krajów. W 1988 r. komisja stanęła po stronie Egiptu, w wyniku czego Izrael zwrócił Tabę Egiptowi w tym samym roku.
Jeden warunek, który został przedstawiony podczas porozumienia z 1988 r., był taki, że izraelskim podróżnikom wolno będzie zwiedzać Tabę bez wizy w czasie nieprzekraczającym 48 godzin. W konsekwencji Taba stała się popularna wśród turystów.
W 2005 roku otwarto – około 15 km na południe od kurortu Taba – duży kompleks o nazwie Taba Heights. W kurorcie skoncentrowano pięć luksusowych hoteli – resortów, każdy z prywatną plażą. Ośrodek turystyczny Taba Heights zawiera też solidną infrastrukturę rekreacyjną, m.in. 18-dołkowe pole golfowe w stylu pustynnym, położone między górami a morzem. Znajduje się tutaj centrum wakeboardingu – Taba Waterworld.

## Zabytki, miejsca historyczne i obiekty przyrodnicze w okolicy
- Wyspa Faraona z fortem krzyżowców z 1115 r. (ok. 250 m od brzegu morza)
- Marsa al-Marach – zatoka z rafą koralową

## Zamachy bombowe w Tabie
7 października 2004 miała tam miejsce seria trzech ataków bombowych w hotelu Hilton. Zginęły 34 osoby, 171 zostało rannych; większość zabitych była obywatelami Izraela. 24 godziny później dochodzenie przeprowadzone przez Ministerstwo Spraw Wewnętrznych Egiptu zakończyło się stwierdzeniem, że zamachowcy nie otrzymali pomocy z zagranicy, lecz ze strony beduinów zamieszkujących półwysep Synaj, w związku z czym aresztowano wiele osób w miejscowości Al-Arisz na północy Synaju.

## Infrastruktura transportowa
W związku z tym, że Taba do tej pory była wioską beduinów, nigdy nie miała prawdziwej infrastruktury transportowej. Dopiero od kilku lat działa międzynarodowy port lotniczy w Tabie (arab. مطار طاب الدولي), który obsługuje tanie linie lotnicze, pomimo że izraelski port lotniczy w Ejlacie znajduje się zaledwie 10 km stamtąd. Wielu turystów wjeżdża do Taby przez przejście graniczne z Izraelem. Na południowym krańcu miejscowości znajduje się przystań morska, z której wypływa prom do Akaby w Jordanii.